# Супаатфаа
Супаатфаа або Гададхар Сінгха (асам.: স্বৰ্গদেউ গদাধৰ সিংহ,) — цар Ахому у 1681—1696 роках. Започаткував правління тунґхунгійського клану Ахомської династії, що володарював у державі до самого її занепаду.

## Життєпис
Був сином Гобара Роджі, нащадка Сухунгмунга. Супаатфаа зумів стабілізувати державу після десятиріччя громадянських заворушень. Також йому вдалось відвоювати Ґувахаті у моголів. Розпочав конфлікт з вайшнавістськими кланами. Його син і спадкоємець Сукрунгфаа прийшов до влади, коли держава перебувала у зеніті своєї могутності.